# Sérent
Sérent (bret. Serent) – miejscowość i gmina we Francji, w regionie Bretania, w departamencie Morbihan.
Według danych na rok 1990 gminę zamieszkiwało 2686 osób, a gęstość zaludnienia wynosiła 45 osób/km² (wśród 1269 gmin Bretanii Sérent plasuje się na 214. miejscu pod względem liczby ludności, natomiast pod względem powierzchni na miejscu 44.).